# Zatrucie na obozie strażackim w Borach Tucholskich (2025)
Trwa dyskusja nad usunięciem tego artykułu, kliknij i weź w niej udział.
Ten artykuł dotyczy trwającego wydarzenia. Informacje w nim zamieszczone mogą się zmienić lub zdezaktualizować wraz z postępem zdarzenia, a początkowe doniesienia mogą być niepewne. Ostatnie zmiany tego artykułu mogą nie odzwierciedlać najbardziej aktualnych informacji.
Zatrucie na obozie strażackim w Borach Tucholskich miało miejsce w lipcu 2025 roku. Poszkodowanych ponad 20 uczestników  obozu dla Młodzieżowych Drużyn Pożarniczych w Pile koło Gostycyna (powiat tucholski), gdzie zorganizowano. 11 z nich wymagało hospitalizacji.
Objawy u uczestników obejmowały bóle brzucha, bóle i zawroty głowy, nudności, a także wysoką temperaturę i dreszcze. Kontrolę wszczął sanepid, który poinformował, że liczba osób zagrożonych wynosi 80.
Sanepid wykrył szereg nieprawidłowości, w tym: przekroczenie mikrobiologicznego w próbkach wody, brak środków do mycia i osuszania rąk w pomieszczeniu obróbki wstępnej warzyw, stan higieniczy obieraczki do ziemniaków, nieprawidłowe przechowywanie artykułów spożywczych i niewłaściwy stanu techniczny budynku.
W toku przeprowadzonych badań u jednego pracownika wykryto bakterię gronkowca!